# Nhu thuật
Nhu thuật (柔術 jūjutsu) là một danh từ gọi chung cho nhiều môn phái võ thuật cổ truyền của người Nhật. Nhu Thuật xuất nguồn từ giai cấp võ sĩ samurai xưa ở Nhật Bản dùng tay không để tự vệ và chống cự lại đối thủ có võ trang hay không võ trang. Vì các samurai nhận thấy rằng phương pháp đấm đá của các bộ môn võ khác không có hiệu nghiệm khi chống lại địch thủ mặc áo giáp, họ phát minh ra phương pháp dùng quật ngã, đè, siết cổ, khóa tay, khóa chân,… để kháng cự địch thủ. Những phương pháp này nói chung là dựa trên lý thuyết dùng sức công của đối phương để kềm chế địch thủ, thay vì chống trả trực tiếp.

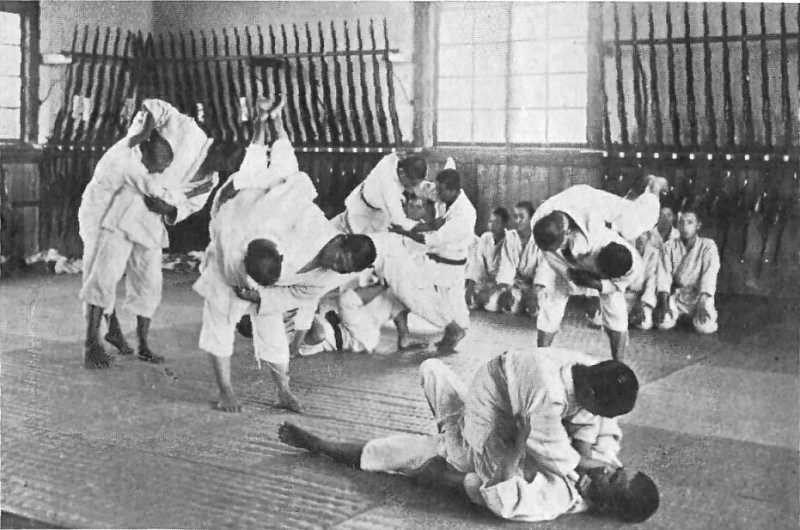
Võ sĩ tập luyện Nhu Thuật ở Nhật Bản năm 1922

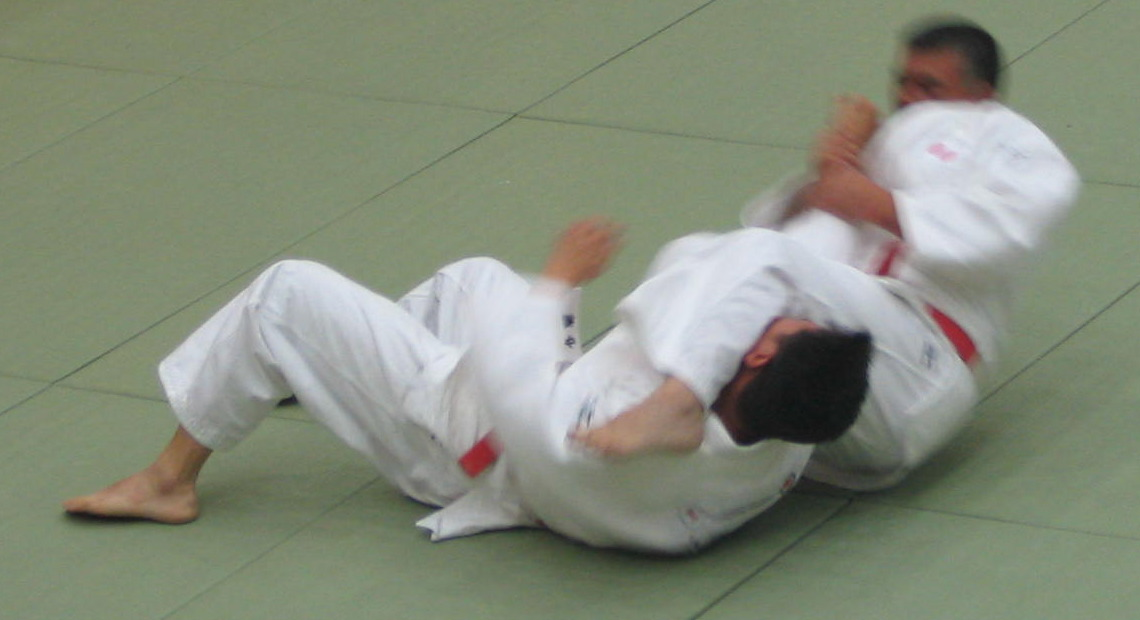
Phương pháp Khóa tay của Nhu Thuật

Nhu thuật có rất nhiều phương pháp khác nhau, vì thế từ nó đã nảy sinh ra nhiều môn phái khác nhau. Nhu Đạo (Judo) là môn võ nổi tiếng nhất được bắt nguồn từ Nhu thuật. Jigoro Kano, ông tổ môn Judo Nhật Bản cũng là một cao thủ môn nhu thuật, dựa theo những kĩ thuật vật, khóa, đè,... của môn này mà ông sáng tạo ra Judo. Ngoài ra còn có các môn võ khác như Aikido,… hoặc môn phái hiện đại khác như Nhu thuật Brazil,… đều có nguồn gốc chính thức từ Nhu thuật. Đây còn là một môn võ được coi là tổng hợp các tinh hoa của võ thuật phương Đông vì nó bao gồm cả các cách tấn công như: vật, khóa, đè, đấm, đá, điểm huyệt, đánh vào quan tiết,... 

## Các kĩ thuật tiêu biểu

### Cầm nã thủ
Giống với môn Thiếu Lâm của Trung Hoa, Nhu thuật cũng có kĩ thuật cầm nã. "Cầm" là bắt giữ, "nã" là bấu,véo. Khởi luyện bằng cách lấy năm đầu ngón tay và đầu ngón chân chịu đựng toàn thân, nằm úp trên mặt đất, hai cánh tay co lại, dãn ra theo thế hít đất, ngày nào cũng làm như vậy, lâu ngày sẽ luyện được ngón tay trở nên cứng cáp để áp dụng môn cầm nã thủ.

### Đánh vào các quan tiết
Quan tiết là các khớp xương. Những nơi có hai khớp xương nối vào nhau. Đánh vào quan tiết tức là vặn, bẻ những khớp xương yếu nhất trong thân người. Vì vậy, một thiếu nữ yếu đuối cũng có thể chế ngự được một lực sĩ hay một tên lưu manh cường bạo, nếu thiếu nữ biết cách vặn một bàn tay, bẻ một ngón tay chẳng hạn. Môn Nhu thuật nghiên cứu môn đánh vào các quan tiết một cách rất tinh vi. Sau có một võ sĩ vạch hẳn phương pháp vặn bẻ các khớp xương ra làm một môn phái, một kỹ thuật chiến đấu dành riêng cho kẻ yếu đuối học tập để tự vệ chống lại cường lực, gọi là Yamara.

### Điểm huyệt
Là một hình thức đánh vào các điểm trong người. Gây mù, tê liệt, tàn phế, thậm chí là chết